# 空気熱
空気熱（くうきねつ、大気熱、aerothermal energy）とは、空気中に熱の形で蓄えられたエネルギーである。

## 利用形態
空気熱利用ヒートポンプを用い、室外の大気の熱を移送することで、給湯や暖房に用いる。
- エアコン（ヒートポンプで暖房を行うもの）
- 給湯…日本ではCO2を冷媒に用いたエコキュートが実用化され、普及している。

## 再生可能エネルギーとしての分類
空気熱そのものは再生可能なエネルギー源に含められる。ただしそれを利用した空気熱利用ヒートポンプにおいては、性能や利用条件が悪ければ省エネルギーや温暖化ガスの排出量削減にならない場合があり得る。このため欧州連合では、投入したエネルギーよりも十分に大きいエネルギーが得られる等の一定の要件を満たした場合についてのみ、再生可能エネルギーの統計に含めている。空気熱利用ヒートポンプ#他熱源との比較も参照。